# یونی-بال
یونی-بال (انگلیسی: Uni-ball) شرکت نوشت‌افزار ژاپنی است، که در سال ۱۸۸۷ تأسیس شد.